# Onthophagus brevicollis
Onthophagus brevicollis är en skalbaggsart som beskrevs av Gilbert John Arrow 1907. Onthophagus brevicollis ingår i släktet Onthophagus och familjen bladhorningar. Inga underarter finns listade i Catalogue of Life.